# NGC 2626
NGC 2626 é uma nebulosa na direção da constelação de Vela. O objeto foi descoberto pelo astrônomo John Herschel em 1835, usando um telescópio refletor com abertura de 18,6 polegadas. 